# Tacco cabrite
Coccyzus rufigularis
Espèce
Statut de conservation UICN

 EN B1ab(i,ii,iii,iv,v) : En danger
Synonymes
- Hyetornis rufigularis
- Coccyzus rufigularis
- Piaya rufigularis

Le Tacco cabrite (Coccyzus rufigularis), anciennement Piaye cabrite, est une espèce d'oiseaux de la famille des Cuculidae, endémique de l'île d'Hispaniola (République dominicaine et Haïti, où il est probablement éteint).

## Systématique
Jusqu'en 2006, il était classé dans le genre Hyetornis qui a été supprimé par l'AOU et dont les 2 espèces ont été intégrées au genre Coccyzus.
C'est une espèce monotypique (non subdivisée en sous-espèces).